# Мірин Дажо

Мірин Дажо (есп. Mirindaĵo — «диво», справжнє ім'я Арнольд Ґерріт Хенске (нід. Arnold Gerrit Henskes), нар.6 серпня 1912, Роттердам — пом.26 травня 1948, Цюрих) — голландський дизайнер, художник, який став відомим завдяки проколюванню свого тіла наскрізь усіма можливими видами холодної зброї.

## Ранні роки
Арнольд Ґерріт Хенске народився 6 серпня 1912 в Роттердамі. Захоплювався малюванням і в 20 років став керівником дизайнерського бюро в «Beaux Arts».
В молодості з Арнольдом Хенске неодноразово відбувалися дивні події.
Одного разу він намалював портрет нещодавно померлої племінниці, яку він ніколи не бачив і яка все життя прожила в Південній Африці. Він зміг намалювати її дуже точно, що підтвердили пізніше фотографії цієї жінки.
Часто бувало, прокинувшись вранці, Арнольд виявляв, що руки і простирадла забруднені фарбою, а в кімнаті безлад. Уві сні він несвідомо малював художні картини, навіть не прокидаючись і нічого не пам'ятаючи вранці.
Великі життєві зміни настали у Арнольда в 1945 році, на 33-му році життя. Саме тоді він повірив в те, що його тіло невразливе. Арнольд вирішив показати усім, що він фізично невразливий, кинув роботу та переїхав в Амстердам, де ходив по кав'ярням і барам та пропонував відвідувачам зарізати його. Незабаром про нього заговорило все місто.

## Виступи
Хоча Арнольд прославився виключно проколюванням тіла, на своєму першому виступі він з'їв шматок скла та шість лез для гоління. Як зізнався сам Арнольд, ці речі ніколи не покидали його тіло, а дематеріалізувалися всередині нього.
В Амстердамі він взяв собі псевдонім Мірин Дажо (есп. Mirin Daĵo, від mirindaĵo), що в перекладі означає «диво». Він вважав есперанто мовою, яка здатна об'єднати людство в єдиний світ.
Наступним етапом став пошук агента, який би організував для М. Дажо виступи: спочатку в кав'ярнях та клубах, пізніше в театрах та церквах для донесення свого послання людству. Агента було знайдено, і Мірин Дажо був відправлений для обстеження в університет Лейдена, щоб отримати ліцензію на виступи. Перше наукове обстеження провели професор Карп (нід. Carp), доктора Бертольт (нід. Bertholt) і Стоквіс (нід. Stokvis). Ліцензію Мірин Дажо отримав тільки для виступів у закритих клубах у зв'язку з незвичайним умінням. Це засмутило його, так як демонстрація невразливості повинна була проходити не у формі шоу, а у формі лекції та повинна була бути донесенням до людей його світосприйняття.
Незабаром Мірин Дажо знайомиться з Яном Дірком де Гроотом (нід. Jan Dirk de Groot), який стає його єдиним і беззмінним помічником. Ян де Гроот поділився тим, що відбувалося за сценою, і яким він бачив Мірина Дажо. Він казав про те, що у Дажо є як мінімум три янгола-охоронця, які оберігали його і підказували яким випробуванням можна піддати своє тіло. Багато випробувань не демонструвалися серед людей, наприклад, вмивання окропом. Шкіра Дажо при цьому навіть не почервоніла, не кажучи про опік.
Ян де Гроот підрахував, що в день Дажо проколювали більш як 50 разів, і кілька днів більш як 100 разів. Гострі спиці та рапіри проходили скрізь серце, легені та селезінку, інколи через кілька органів одночасно, кров при цьому була відсутня. Час від часу на леза сипали отруту або встромлювались навмисно заіржавілі. На одному виступі в Цюриху, щоб довести публіці, що це не обман, Дажо прокололи трьома порожнистими 8-міліметровими трубками, через які пропустили воду.
Дажо стверджував, що це не метал проходить скрізь нього, а він проходить скрізь метал. Він дематеріалізовував ту ділянку тіла, через яку проходила зброя. В одній із вправ, де Гроот спостерігав, як Дажо став повністю невидимим і матеріалізувався, тільки коли порушилася емоційна рівновага.
Але Дажо залишався по суті звичайною людиною. Його стан, за його словами, мав можливість вмикатися та вимикатися. Одного разу він навіть зламав руку, але відразу ж вправив кістку, і перелом зник.
Ян де Гроот також зазначав телепатичні та цілительські здібності Дажо. Лікування людей відбувалося в присутності лікарів.
В 1947 році Мірин Дажо відправився на гастролі в Швейцарію. 31 травня 1947 року він продемонстрував свої таланти в Цюрихскому кантональному шпиталі в присутності багатьох докторів, лікарів та журналістів. Там же були зроблені рентгенівські знімки, на яких зображувалися внутрішні органи, що проколоті шпагою. Після витягнення шпаги кров була відсутня, а на тілі залишилися лише маленькі цяточки. Подібні дослідження були проведені також в Базелі та Берні.
Не зважаючи на те, що самому Дажо кинджали та рапіри не завдавали ніякої шкоди, глядачі часто непритомніли. Під час одного з виступів у особливо вразливої глядачки стався серцевий напад. А на виставі в концертній залі «Корсо» в Цюриху рапіра зачепила кістку. Почувши в абсолютній тиші негучний скрегіт, декілька людей знепритомніли. Це призвело до того, що Дажо заборонили проводити свої виступи у великих залах. Йому довелося обмежитися сценами кав'ярень та барів, але це його не бентежило.

## Місія
Для Мірина Дажо його виступи не були ціллю отримання слави або багатства. Він хотів показати світу, що є дещо більше, ніж реальність, і людина може існувати поза матеріальним світом.
Мірин Дажо говорив, що фізична невразливість — це перший етап. Другий етап — донести всьому світу повідомлення, що люди повинні відмовитися від матеріалістичного шляху розвитку. Вони повинні зрозуміти, що існує вища сила, джерело, яке діє через нього і яке дало йому цю невразливість, як ясний знак того, що існує дещо більше за межами матеріалістичної картини світу. Він стверджував, що доносить послання миру, а матеріалістичний шлях людини може привести до злиднів та війни.

## Загибель
Під час гастролів по Швейцарії «янголи-охоронці» Дажо звеліли йому проковтнути стальну голку, яку потім належало дістати хірургічним шляхом. Причому операція повинна була пройти без наркозу. 11 травня 1948 року Дажо проковтнув голку. Вона залишалася всередині його тіла два дні. Лікар згодився дістати її, але операцію 13 травня провели під наркозом.
Через 10 днів помічник де Гроот відправився в аеропорт зустрічати дружину, а Дажо залишився вдома і ліг у ліжко. Приїхавши додому, де Гроот з дружиною застали Дажо як і раніше у ліжку. Ян знав, що його друг часто медитує або як він стверджував «залишає тіло». Тому він, як звичайно, перевірив у нього пульс і, переконавшись, що пульс б'ється сильно і рівно, пішов. Дажо не встав і на наступний день. Оскільки він ніколи не впадав в настільки тривалий «транс», де Гроот занепокоївся, але Дажо продовжував глибоко дихати, і пульс у нього був рівним.
Вранці третього дня де Гроот знову заглянув в кімнату друга. Але пульсу чи дихання у Дажо вже не було. Дажо був оголошений мертвим 26 травня 1948 року. Розтин показав, що причиною смерті є розрив аорти. Хірург, який діставав голку, і де Гроот з цим висновком не погодилися.
Ян де Гроот розповів про те, що Дажо знав про свою смерть, так як після від'їзду з Голандії в Швейцарію він сказав, що більше не побачить батьківщину. Дажо відмовився від допомоги де Гроота при ковтанні голки. Ходили чутки, що це було зроблено для того, щоб на нього не лягла відповідальність за цей вчинок.